# Верёвкин-Рахальский, Николай Андреевич
Николай Андреевич Верёвкин-Рахальский (23 ноября 1893, Российская империя — 22 апреля 1984, Москва) — советский военачальник, генерал-лейтенант (1940). Начальник Военной академии имени М. В. Фрунзе (1937—1939 и 1941—1944 гг.) и Военного института КГБ при СМ СССР (1954—1958 гг.)

## Биография
Родился в 1893 году в семье военного. Его отец, представитель старой дворянской фамилии, военный в третьем поколении, служил у генерала М. Д. Скобелева.
В детском возрасте был определен в Оренбургский кадетский корпус. Окончил его в 1911 году, поступил в Киевское военное училище, которое окончил в 1913 году. С 1914 по 1917 год участвовал в Первой мировой войне. Последнее звание в Русской императорской армии — штабс-капитан.
В июле 1918 года вступил в Красную Армию, назначен командиром и военкомом 1-го Ферганского стрелкового полка. Воевал на Туркестанском фронте Гражданской войны в России. С апреля 1919 года был начальником Ферганских военно-инструкторских курсов. С декабря [1919 года — командир 2-й Туркестанской стрелковой дивизии, с июня 1920 — комендант и начальник гарнизона Ташкента, с декабря 1920 — начальник 1-й Бухарской военной школы.
После окончания Гражданской войны ещё несколько лет участвовал в боях против басмачей в Средней Азии. С августа по декабрь 1921 года — начальник полевого штаба Туркестанского фронта и одновременно заместитель командующего советскими войсками в Бухаре. С декабря 1921 года служил в военном назирате Бухарской народной советской республики: начальник штаба военного назирата, с апреля 1922 август 1924 года — заместитель военного назира Бухарской НСР, в 1923 году некоторое время исполнял должность военного назира республики. За активное участие в боевых действиях против басмачей был награждён орденом Красного Знамени РСФСР и орденами Красного Полумесяца 1-й и 2-й степеней Бухарской народной советской республики. Академического военного образования не имел.
С августа 1924 года служил в Северо-Кавказском военном округе: помощник начальника отдела боевой подготовки штаба округа, с мая 1925 — помощник командира 22-й Краснодарской стрелковой дивизии, с октября 1926 — командир 74-й Таманской стрелковой дивизии в Краснодаре.
С ноября 1931 года был направлен в Военную академию РККА имени М. В. Фрунзе, где служил сначала преподавателем тактики, с октября 1936 года — начальником кафедры и курса, с октября 1936 года одновременно — заместителем начальника академии. После ареста начальника академии командарма 2-го ранга А. И. Корка с мая 1937 по 1939 годы временно выполнял обязанности начальника академии. Затем вновь был заместителем начальника академии.
Через два года, после начала Великой Отечественной войны, в августе 1941 года вновь был назначен начальником академии, на этот раз был начальником в течение трёх лет. С ноября 1941 по декабрь 1943 года академия была эвакуирована в город Фрунзе (Киргизская ССР). Это был период, когда начавшаяся война потребовала от начальника радикальной перестройки учебного процесса с целью ускоренной подготовки командиров. Академия перешла с трехгодичного обучения на сокращенные сроки (4 месяца), в академии постоянно проводились научные сессии и конференции. В конце войны за выдающиеся успехи в подготовке офицерских кадров для Красной Армии академия была награждена орденом Суворова 1-й степени.
С июля 1944 года — заместитель командующего войсками Ленинградского фронта Маршала Советского Союза Л. А. Говорова, принимал участие в Великой Отечественной войне. Лично участвовал в Нарвской и Таллинской наступательных, в Моонзундской десантной операции, в блокаде Курляндской группировки немецких войск в Курляндии.
Когда завершилась Великая Отечественная война и фронт в июле 1945 года был преобразован в Ленинградский военный округ, генерал-лейтенант Н. А. Верёвкин-Рахальский служил заместителем командующего военного округа, с 1951 года — заместитель командующего войсками Сибирского военного округа. В декабре 1954 года был назначен начальником Военного института МВД СССР. С апреля 1957 года — начальник Военного института КГБ при Совете министров СССР имени Ф. Э. Дзержинского.
В июне 1958 года уволен в отставку.
Скончался в 1984 году в Москве. Похоронен в Москве на Кунцевском кладбище.

## Воинские звания
- комдив (28.11.1935)[6]
- комкор (5.02.1939)
- генерал-лейтенант (4.06.1940)

## Награды
- 2 ордена Ленина (…, 21.02.1945)
- Орден Октябрьской Революции
- 4 ордена Красного Знамени (20.03.1926[7], 7.12.1943, 3.11.1944, 20.06.1949)
- Орден Богдана Хмельницкого 1-й степени (29.06.1945)
- Орден Кутузова II степени (05.10.1944)
- Орден Красной Звезды (5.02.1939)
- Ордена Красного Полумесяца 1-й (28.02.1922) и 2-й (21.02.1925) степеней (Бухарская народная советская республика)
- медали СССР
- «Почётный сотрудник госбезопасности» (31.12.1957)

## Сочинения
- Верёвкин-Рахальский Н. А. Мои 90 лет. — М.: Триада, Лтд, 2000. — 254 с. — (Юбилейная серия «Полководцы России»). — ISBN 5-86344-120-8.